# Chlorocytus inchoatus
Chlorocytus inchoatus är en stekelart som beskrevs av Graham 1965. Chlorocytus inchoatus ingår i släktet Chlorocytus och familjen puppglanssteklar.
Artens utbredningsområde är:
- Tyskland.
- Nederländerna.
- Sverige.

Arten är reproducerande i Sverige. Inga underarter finns listade i Catalogue of Life.